# Жінки, які практикують секс із жінками
Жінки, які практикують секс із жінками (ЖСЖ, англ. Women who have sex with women, WSW) — жінки, що вступають у сексуальні стосунки з іншими жінками, незалежно від того, чи ідентифікують вони себе як лесбійки, бісексуалки, пансексуалки, гетеро чи без сексуальної ідентифікації загалом. Абревіатура WSW часто використовується в зарубіжній медичній літературі для опису таких жінок як групи для клінічних досліджень, без необхідності розглядати питання їх сексуальної самоідентифікації.

## Фізичне здоров'я
У плані медичних питань щодо сексуальних практик між жінками, сексуальна ідентифікація жінок, що звертаються до медичних працівників та працівниць, як правило, не озвучується через помилкові висновки (включаючи діагнози) і стереотипи про сексуальність, та нерішучість деяких жінок розкривати свою сексуальну історію навіть у лікарському кабінеті внаслідок поширення гомофобії у суспільстві. Крім того, багато жінок, не задіяних у гетеросексуальній активності, не йдуть за лікуванням, тому що не потребують контролю над народжуваністю, котрий є ініціюючим чинником для більшості жінок звернутися за гінекологічною консультацією, коли вони стають сексуально активними. Як наслідок, ці жінки не проходять регулярних обстежень за пробою Папаніколау, бо мають нижчий ризик зараження ІПСШ чи форм раку. Фактором, що змушує лесбійок не звертатися за медичним скринінгом у США, є відсутність для одностатевого партнерства медичної страховки, що надається роботодавцями.
Коли негетеросексуальні жінки звертаються за меддопомогою, медичні працівники та працівниці часто не в змозі прийняти повну історію хвороби. У недавньому дослідженні 2,345 лесбійок і бісексуальних жінок тільки 9,3% з них стверджували, що лікарі запитували їх про сексуальну орієнтацію. Третина респонденток вважає, що розкриття своєї сексуальної історії призведе до негативної реакції, а 30% дійсно отримали негативну реакцію з боку медичних працівників після ідентифікації себе як лесбійки чи бісексуалки.
Повна історія пацієнтки допомагає медичному персоналу виявити найбільш проблемні області й зони ризику та виправляє припущення про особисту історію жінок. В аналогічному опитуванні 6,935 лесбійок 77% з них мали в минулому сексуальні контакти з одним або кількома партнерами-чоловіками, і 6% мали такий контакт протягом попереднього року.
Хвороби серця визнані Міністерством охорони здоров'я та соціальних служб США причиною номер один смерті для всіх жінок. Фактори, що вкладаються в ризик серцево-судинних захворювань, включають ожиріння і куріння, котрі є більш поширеними серед лесбійок. Дослідження показують, що лесбійки мають вищу масу тіла і, як правило, менше схвильовані питаннями ваги, ніж гетеросексуальні жінки, хоча й більш схильні займатися вправами регулярно.
Відсутність диференціації між лесбійками і гетеросексуальними жінками в медичних дослідженнях, сконцентрованих на питаннях здоров'я жінок, спотворює результати для лесбійок і не-лесбійок. Звіти не дозволяють зробити остаточні висновки про виникнення раку молочної залози у лесбійок. Проте було встановлено, що нижча регулярна перевірюваність лесбійок тестом Папаніколау робить важчим у них виявлення раку шийки матки на ранніх стадіях. Фактори ризику розвитку раку яєчників у лесбійок вищі, ніж у гетеросексуальних жінок, можливо, тому, що багато лесбійок не мають захисних факторів вагітності, абортів, контрацепції, грудного вигодовування і викиднів.

## Психічне здоров'я
Відколи в медичній літературі стали описувати гомосексуальність, вона часто розглядалася з точки зору пошуку вродженої психопатології як першопричини. Багато літератури з питань психічного здоров'я та лесбійок зосереджені на їхніх депресії, зловживанні психоактивними речовинами та самогубствах. Хоча серед лесбійок ці проблеми існують, дискусії про їх причини змістилися після того, як гомосексуальність була видалена з діагностичного і статистичного посібника з психічних розладів у 1973 році. Замість цього чинниками, з котрими нерідко стикаються гомосексуальні та бісексуальні жінки і котрі негативно позначаються на їхньому психічному здоров'ї, стали соціальне відчуження, правова дискримінація, інтерналізація негативних стереотипів і обмежена підтримка структур. Жінки, що ідентифікуються як лесбійки, відчувають себе значно відмінними і ізольованими в підлітковому віці: ці емоції з'являються в середньому в 15 років у лесбійок і у 18 років у жінок, які ідентифікують себе як бісексуальні. В цілому, жінки, як правило, розвивають свою Я-концепцію внутрішньо або з іншими жінками, з якими вони близькі. Жінки (гетеросексуальні чи ні) також обмежують, кому розголошувати свої сексуальні ідентичності і частіше бачать лесбійок в якості вибору, на відміну від геїв, які більше спрямовані назовні і бачать буття геєм як дещо за межами свого контролю.
Тривожні розлади та депресія є найбільш поширеним питанням психічного здоров'я жінок. Депресії відзначаються серед лесбійок на рівні, близькому до гетеросексуальних жінок. Це більш серйозна проблема серед жінок, які відчувають, що повинні приховувати свою сексуальну орієнтацію від близьких та сім'ї, переживають посилення етнічної або релігійної дискримінації чи досвід взаємин з труднощами, без підтримки системи. Більше половини опитаних у 1994 році щодо обстеження здоров'я лесбійок повідомили, що мали думки про самогубство, і 18% здійснили спробу самогубства.
Дослідження населення, проведене National Alcohol Research Center, показало, що жінки, які ідентифікують себе як лесбійки або бісексуалки, схильні рідше утримуватися від алкоголю. Лесбійки й бісексуальні жінки мають вищу ймовірність повідомлення про проблеми з алкоголем, як і невдоволення лікуванням у наркологічних програмах. Багато лесбійських спільнот зосереджені в барах і пити — це діяльність, яка корелює з участю в громадському житті лесбійок і бісексуалок.

## Хвороби, що передаються статевим шляхом

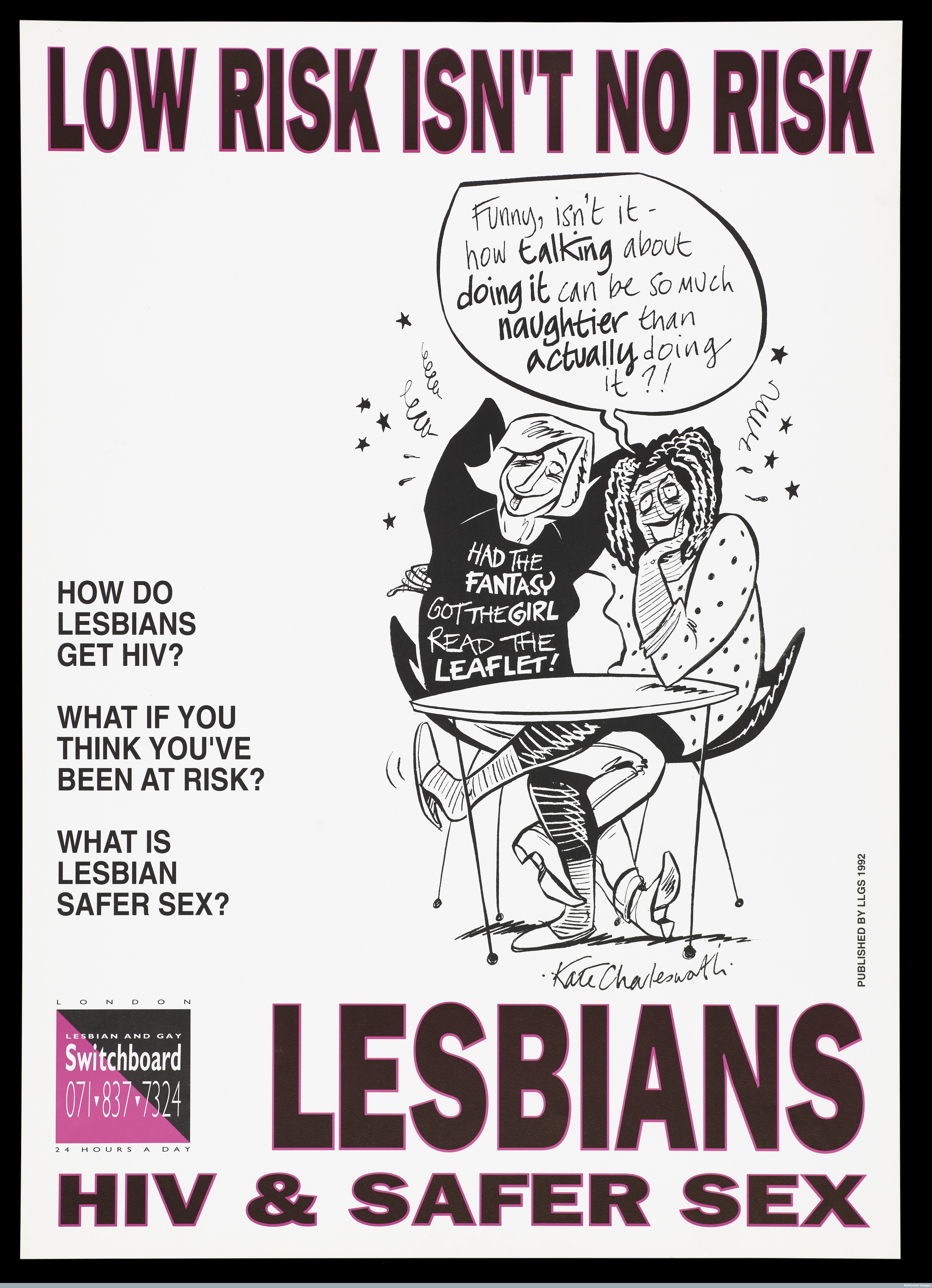
Постер про безпечний секс між жінками: Низький ризик не є відсутнім ризиком. ВІЛ, лесбійки та безпечний секс.

Деякі ХПСШ передаються між жінками, в тому числі вірус папіломи людини, трихомоніаз, сифіліс, ВІЛ-інфекція, бактеріальний вагіноз і вірус простого герпесу (HSV). Передача конкретних ХПСШ серед жінок, що практикують секс із жінками, залежить від сексуальних практик, у які жінки включаються. Будь-який об'єкт, що вступає в контакт з виділеннями з шийки матки, вагіни або менструальної крові, в тому числі пальці і об'єкти для проникаючого сексу, може передати ХПСШ. Орально-генітальні контакти (кунілінгус) можуть мати підвищений ризик зараження герпесом, навіть серед жінок, у яких раніше не було сексу з чоловіками. Бактеріальний вагіноз частіше виникає в лесбійок, але неясно, чи передачею при сексуальному контакті: він виникає при целібаті так само як і в сексуально активних жінок. Бактеріальний вагіноз нерідко виникає в обох партнерок у лесбійських стосунках: у недавньому дослідженні жінок з вагінозом виявлено, що 81% мали партнерок з БВ. Лесбійки не включені до категорії за частою передачею ВІЛ, хоча передача можлива через вагінальні і цервікальні виділення; найвищий показник передачі ВІЛ жінкам серед тих, хто мають статеві акти з чоловіками або беруть участь у внутрішньовенному введенні наркотиків.

## Цитати
1. ↑  Gorgos, L. M.; J. M. Marrazzo (2011). Sexually Transmitted Infections Among Women Who Have Sex With Women. Clinical Infectious Diseases. 53 (suppl 3): S84—S91. doi:10.1093/cid/cir697. ISSN 1058-4838. Архів оригіналу за 19 березня 2014. Процитовано 20 квітня 2020.
2. ↑  King, p. 219.
3. ↑  Zimmerman, p. 359.
4. ↑  
"Frequently Asked Questions: Lesbian Health [Архівовано 29 січня 2009 у Wayback Machine.] Шаблон: Webarchive: помилка: Перевірте аргументи |url= value. Порожньо.
", womenshealth.gov. U.S. Department of Health and Human Services. Retrieved January 12, 2009.
5. ↑  Mravack, Sally A. (July 2006)."Primary Care for Lesbians and Bisexual Women", American Family Physician 74 (2), pp. 279—286.
6. ↑  Vo, Christine, Carney, Michael (December 2007). «Ovarian Cancer Hormonal and Environmental Risk Effect», Obstetrics and Gynecology Clinics34 (4) p. 687—700.
7. ↑  Schlager, p. 152.
8. ↑  Schlager, p. 153.
9. ↑  Rust, Paula, (March, 1993). «Coming out» in the Age of Social Constructionism: Sexual Identity Formation among Lesbian and Bisexual Women", Gender and Society, 7 (1), p. 50-77.
10. ↑  Solarz, p. 69.
11. ↑  Schlager, pp. 157—158.
12. ↑  Solarz, p. 70.
13. ↑  Drabble, Laurie, Trocki, Karen (2005). «Alcohol Consumption, Alcohol-Related Problems, and Other Substance Use Among Lesbian and Bisexual Women», Journal of Lesbian Studies, 9 (3), p. 19–30.
14. ↑  Solarz, p. 81.
15. ↑  Special Populations - 2010 STD Treatment Guidelines. CDC. Архів оригіналу за 21 липня 2015. Процитовано 23 червня 2015.
16. ↑  Frenkl, Tara Lee, Potts, Jeannette (February 2008). «Sexually Transmitted Infections», Urologic Clinics of North America, 35 (1) p. 33–46.
17. ↑  King, p. 226.
18. ↑  Risser, Jan M.H., Risser, William L., Risser, Amanda (December 2008). «Epidemiology of Infections in Women», Infectious Disease Clinics of North America, 22 (4), pp. 581—599.
19. ↑  King, p. 229.
20. ↑  Zimmerman, 360.
21. ↑  HIV/AIDS Surveillance Report: Cases of HIV Infection and AIDS in the United States and Dependent Areas, 2006. [Архівовано 16 жовтня 2020 у Wayback Machine.] Centers for Disease Control. Retrieved on January 9, 2009.